# Kangxi

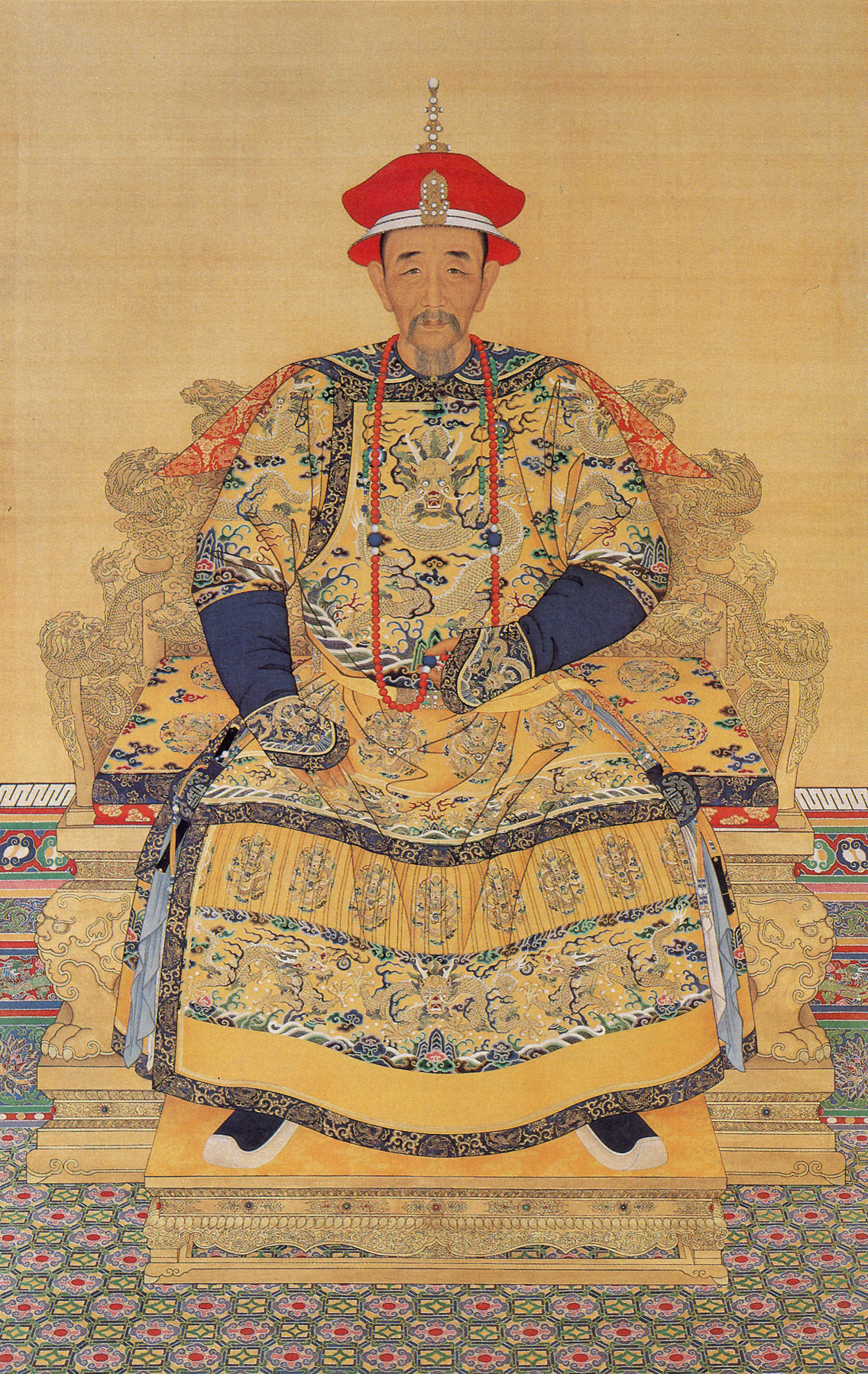
Kangxi im höheren Alter.

Kangxi (chinesisch 康熙, Pinyin Kāngxī, W.-G. K'ang-Hsi, * 4. Mai 1654 in Peking; † 20. Dezember 1722 im Alten Sommerpalast) war der zweite chinesische Kaiser der Qing-Dynastie und regierte vom 7. Februar 1661 bis zu seinem Tod 61 Jahre lang über China. Er war damit der am längsten regierende Kaiser in der chinesischen Geschichte. Während seiner Herrschaft festigte er die Macht der Qing-Dynastie, förderte intensiv die Künste und sorgte für eine Periode des relativen Wohlstands und der Stabilität. So gelang es ihm, eine Blütezeit in der chinesischen Kultur herbeizuführen.

## Familiäre Herkunft und Name
Kangxi war ein Sohn des Kaisers Shunzhi und der han-chinesischen Konkubine Xiaokangzhang. Sein Geburtsname war Aixin Jueluo Xuanye (愛新覺羅玄燁,  Àixīn Juéluó Xuányè; mandschurisch ᡝᠯᡥᡝ ᡨᠠᡳ᠌ᡶᡳᠨ ᡥᡡᠸᠠᠩᡩᡳ, elhe taifin hūwangdi). Postum erhielt er den Tempelnamen Shengzu (聖祖; dt. Geheiligter Ahne; ᡧᡝᠩᡯᡠ ᡤᠣᠰᡳᠨ ᡥᡡᠸᠠᠩᡩᡳ, šengzu gosin hūwangdi) und den Ehrennamen Rendi (仁帝). Kangxi ist im Chinesischen kein Eigenname, sondern die Regierungsdevise, die der Kaiser nach seiner Thronbesteigung ausrufen ließ; in der westlichen Literatur wird der Begriff aber regelmäßig wie ein Eigenname behandelt.

## Thronbesteigung
Kurz nach dem Tod seines Vaters wurde der nicht einmal siebenjährige Kangxi am 7. Februar 1661 als Kaiser inthronisiert. Die Regierungsgeschäfte führten aber zunächst die vier mandschurischen Hofbeamten und Heerführer Soni, Suksaha, Ebilun und Oboi als Regenten. 
Die Kaiserinwitwe Xiaozhuangwen schuf durch geschickte Hofpolitik früh eine Machtbasis für den jungen Kaiser. Am 16. Oktober 1665 verheiratete sie den Elfjährigen mit einer Enkelin des Regenten Soni und Tochter Gabulas, der wie sein Vater dem einflussreichen Klan der Hešeri angehörte. Auch war sie die Nichte von Songgotu, der wiederum für eine lange Zeit der wichtigste und einflussreichste Unterstützer Kangxis werden sollte. Zudem war eine jüngere Schwester Songgotus die Konkubine von Prinz Yolo, dem Präsidenten des Kaiserlichen Klangerichtes.

## Formeller Regierungsbeginn
Als am 12. August 1667 Soni – der einzige dem Kaiser wirklich wohlgesinnte Regent – starb, erklärte sich der junge Herrscher als zu jung, um die Staatsgeschäfte zu übernehmen. Da sich aber Oboi, Ebilun und Suksaha bereit erklärten, ihm bei den Staatsgeschäften zu helfen, wurde mit der Unterstützung Xiaozhuangwens und des Ministeriums der Riten bereits der 25. August als ein geeigneter Tag für den offiziellen Beginn der Herrschaft Kangxis gewählt. Grund dafür, dass die Regenten diesem Plan zustimmten, war entweder der Wille, Kaiser Shunzhi zu ehren, der auch mit 13 Jahren die Macht übernahm, und gleichzeitig als offizielle Assistenten die Zügel in der Hand zu behalten, oder aber die Regenten taten es nur pro forma und wurden von der Kaiserwitwe durch die extrem frühe Benennung des Datums überlistet. 
Ab diesem Datum begann der Kaiser die Geschicke des jungen Qing-Reiches zu lenken. Die tatsächliche Macht lag jedoch nach wie vor in den Händen Obois. Dieser ernannte ihm ergebene Beamte in einflussreiche Positionen, kontrollierte die Kaiserliche Leibwache und zeigte seine Machtfülle, indem er Suksaha in einem Streit um die Verteilung des Bannerlandes verhaften und zum Tode verurteilen ließ. Schließlich, gestützt auf Songgotu und das Kaiserliche Haushaltsdepartement, klagte Kangxi am 14. Juni 1669 Oboi und Ebilun an. Sie wurden von einer schnell einberufenen Kommission insgesamt 30 verschiedener Vergehen für schuldig befunden und inhaftiert. Oboi starb noch im selben Jahr im Gefängnis.

## Regierungszeit und Amtshandlungen

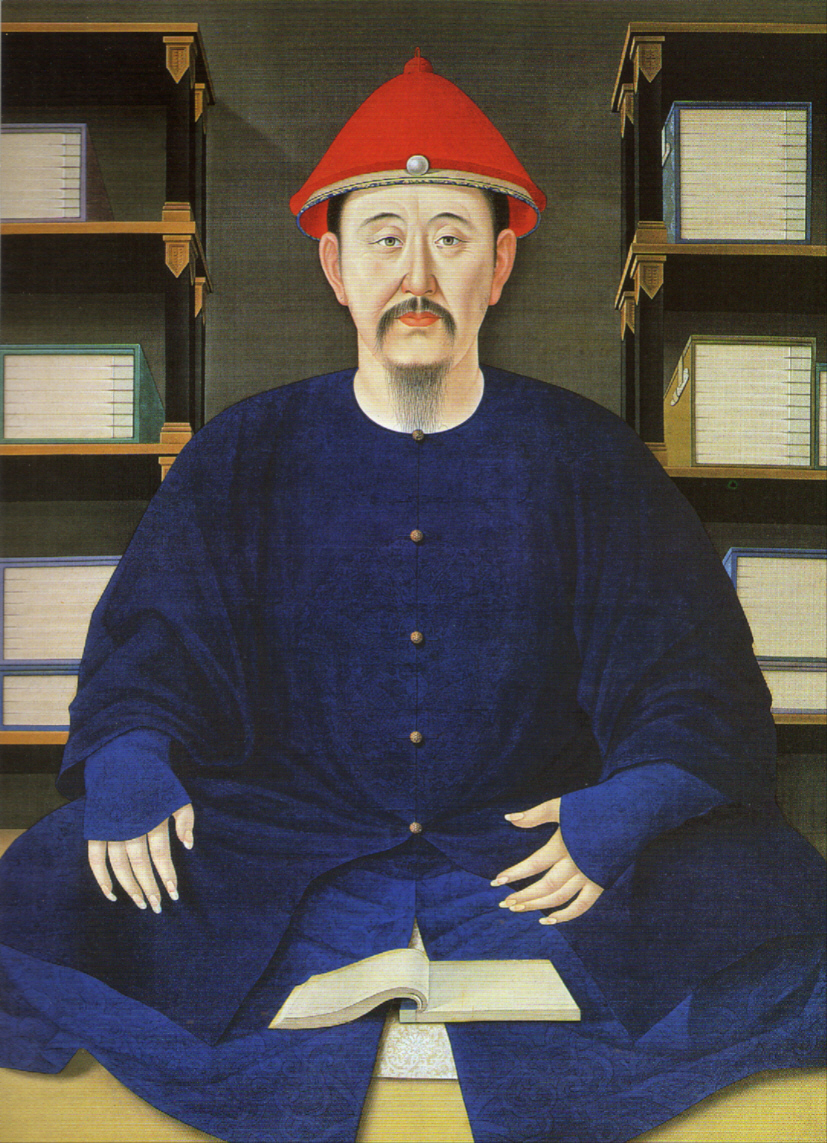
Kangxi beim Studium 1699.

Die einundsechzig Jahre andauernde Amtszeit des Kaisers Kangxi ist als bedeutende Epoche in die chinesische Geschichtsschreibung eingegangen, wobei bis heute immer wieder die enormen Leistungen des Herrschers gerühmt werden. Er verstand die Notwendigkeit, die Mandschu-Herrschaft und die chinesische Gesellschaft miteinander zu versöhnen, wobei er sich unermüdlich um die intellektuelle Elite Chinas bemühte. So gelangen dem Kaiser Beförderungen mancher seiner Unterstützer und die Durchsetzung eines Jesuiten in das Amt für Astronomie 1668. Dieses Amt wurde zu Lebzeiten des Kaisers zwei belgischen Jesuiten übertragen, zunächst Ferdinand Verbiest und nach dessen Tod 1688 Antoine Thomas. Der Kaiser nahm bei den Jesuiten, vor allem bei Ferdinand Verbiest, nicht nur Unterricht in Kriegsführung, sondern auch in Astronomie, Mathematik und Anatomie. 

## Innenpolitische Handlungen

### Aufstand der drei Feudalfürsten
Unter seiner Regierung schränkte man zunächst die Machtbefugnisse der drei großen Fürsten/Marschälle Wu Sangui, Shang Kexi und Geng Zhongming ein, welche fast ganz Südchina kontrollierten. Die Antwort der drei Fürsten war 1673–1681 ein Aufstand unter Wu Sangui († 1678), welcher die Qing-Dynastie beinahe den Thron gekostet hatte.

## Außenpolitik

### Konflikt mit Russland
Unter Kangxi kam es zu einem vermehrten Auftreten der Europäer. Kosaken hatten am Amur Siedlungen gegründet und bei den lokalen Stammesgruppen Pelztier-Tribute eingezogen. Die Stadt Albazin wurde von den Chinesen zerstört und Russland musste im Vertrag von Nertschinsk 1689 (unter Vermittlung der Jesuiten) die Amur-Grenze akzeptieren.

### Kampf gegen Piraten
Gleichzeitig flammte das Piratentum wieder auf. Ein ehemaliger General der Ming namens Zheng Chenggong (Koxinga, 1624–1662) kämpfte in Südchina als Armeeführer und Pirat gegen die Qing-Dynastie. Kurz vor seinem Tod vertrieb Zheng die niederländischen Kolonialherren aus Taiwan und gründete dort das kurzlebige Königreich Dongning. Erst ab 1683 stand Taiwan dauerhaft unter chinesischer Verwaltung.

### Konflikt mit Mongolen
In den Jahren 1690–1696 kam es zum Krieg mit den Oiraten, welche die Mongolei kontrollieren wollten. Als der Khan der Kalkha-Mongolen 1690 geschlagen wurde, ersuchten die Kalkha-Fürsten den Kangxi-Kaiser um Hilfe. Sie standen vor der Wahl, Russland oder China um Hilfe zu bitten – und man entschied sich für China, denn man hatte mit den Mandschu den Lamaismus gemeinsam und konnte somit von dieser Seite mehr Verständnis erwarten. Der Kaiser unterstützte die Mongolen und führte das Heer zweimal persönlich gegen den Oiratenfürsten Galdan. Obwohl der Krieg durch den schnellen Überfall an der Tuul bei Zuunmod entschieden wurde, ist bemerkenswert, dass der Kangxi-Kaiser dank der Jesuiten die Regeln europäischer Kriegsführung beachtete. Seine Armee benutzte 1690 und 1696 Kanonen und Musketen, denen die Oiraten nicht gewachsen waren.

## Kangxi als Förderer der Kunst und Wissenschaften
Kangxi beschäftigte an seinem Hofe den Schweizer Jesuiten und Uhrmacher Franz Ludwig Stadlin (1658–1740) und besuchte ihn, während dieser Lehrlinge unterrichtete. Er ließ sich in Peking und Jehol prächtige Residenzen bauen, umfangreiche wissenschaftliche Werke ausarbeiten (unter anderem das Kangxi-Wörterbuch) und kaiserliche Werkstätten (unter anderem für Glas und Emailarbeiten) gründen. Kangxi unterhielt Beziehungen zu einigen europäischen Höfen und dem römischen Papst und empfing mehrmals deren Gesandten. Er unternahm 1684, 1689, 1699, 1703, 1705 und 1707 auch kostspielige und ausgedehnte Inspektionsreisen in den Süden, um die dortige Oberschicht und Gelehrte an sich zu binden. Trotz der hohen Kosten gilt dieser Kaiser als sparsamer Herrscher, im Gegensatz zu den Ming-Kaisern Wanli oder Tianqi.

## Lebensende und Resümee
Auf seinem Sterbebett ernannte der Kaiser seinen vierten Sohn Yongzheng zum neuen Kaiser. Kangxi starb im Alter von 68 Jahren im Sommerpalast in Peking. Kurz nach seinem Tod wies sein Nachfolger Yongzheng die europäischen Missionare nach Macau aus, da er sie als Unruhestifter und Mitglieder politischer Geheimbünde betrachtete. Die christliche Missionierung wurde verboten und die Politik der vorsichtigen Öffnung und Annäherung Chinas gegenüber den europäischen Staaten beendet.
Kangxis 61-jährige Regierungszeit war von außenpolitischen Erfolgen geprägt. Es gelang ihm, Chinas Grenzen bis weit in den Norden zu verschieben und so die Vormachtstellung des Landes in Asien zu sichern. Innenpolitisch betrieb der Kaiser eine Versöhnungspolitik zwischen Mandschu und Han-Chinesen, deren Verhältnis mit dem Übergang von der Ming-Dynastie zur Qing-Dynastie erschüttert worden war. Er förderte Intellektuelle, wozu auch die Europäer an seinem Hof zählten. Jedoch wurden seine Reformen, speziell die Annäherung an die Europäer, nach der Regierungsübernahme von Yongzheng beendet. Zudem überschatteten nach Kangxis Tod Thronfolgestreitigkeiten und Fraktionskämpfe am Hof seine Leistungen.